# Terras Fames
Albums de Rishloo
Eidolon
(2007)
Terra Fames est le premier album studio du groupe américain Rishloo, produit en 2004 de façon indépendante. Il s'est vendu à 2 000 copies.

## Liste des chansons
| No  | Titre                     | Durée |
| --- | ------------------------- | ----- |
| 1.  | Romance Of A Dead Kingdom | 4:26  |
| 2.  | The Passage               | 0:48  |
| 3.  | Blitz                     | 4:45  |
| 4.  | Harlequin                 | 7:56  |
| 5.  | Seven Rings Left          | 6:16  |
| 6.  | The Water Is Fine         | 4:45  |
| 7.  | Lovely Room               | 3:45  |
| 8.  | Fenris                    | 0:38  |
| 9.  | Narcissist Code           | 3:57  |
| 10. | Illumination              | 3:44  |
| 11. | Terras                    | 2:22  |
| 12. | Fames                     | 6:20  |

## Crédits
- Soyez Rydquist : basse
- Tyler : batterie
- David Gillett : guitare
- Andrew Mailloux : chant